# Nesselsdorf Elektromobil
Das Nesselsdorf Elektromobil war ein viersitziger PKW, den die Nesselsdorfer Wagenbau-Fabriks-Gesellschaft 1900 auf dem Fahrgestell des Typs Vierer herausbrachte.
Das Fahrzeug hatte zwei Elektromotoren mit je 3 PS (2,2 kW) Leistung an der Hinterachse unter dem Wagenboden eingebaut. Diese Motoren stammen vermutlich von der Elektricitäts-AG Frankfurt. Sie waren zusammen mit der Hinterachse an Halbelliptikfedern aufgehängt, gehörten also zur ungefederten Masse des 972 kg schweren Fahrzeuges. Die Akkumulatoren waren unten dem Wagenboden zwischen den Sitzbänken angebracht. Die erreichbare Höchstgeschwindigkeit lag bei 21 km/h.
Es entstand nur ein Wagen dieses Typs.